# Kotu
A kotu vagy kotus láptalaj a kiszáradt, lecsapolt vagy feltöltődött síklápok helyén kialakult, szervesanyagokban mérsékelten gazdag, 10-25%-os humusztartalmú láptalaj. Az egykori lápok helyén először magasabb szervesanyag-tartalmú tőzegtalaj képződik, ennek további humifikálódása során alakul ki a kotu. Száraz állapotában könnyen porlik.
A Nagykunság, a Nagy- és a Kis-Sárrét, a Bodrogköz vidékén a mocsaras, lápos területet, illetve annak korhadt növényzetét, az ebből visszamaradt laza talajt nevezték így a környék lakói.